# Giacomo Sannazzari della Ripa
Il conte Giacomo Sannazzari della Ripa (Rivanazzano, 1755 – 1804) è stato un mercante e collezionista d'arte italiano, fra i più importanti collezionisti d'arte di Milano negli anni di passaggio tra li Settecento e l'Ottocento; apparteneva alle sue raccolte anche lo Sposalizio della Vergine di Raffaello, poi trasferito all'Accademia di Brera, che il Conte aveva acquistato dalla raccolta del generale francese Giuseppe Lechi.
Nobile pavese e Cavaliere di Santo Stefano, sposato con la sorella di Carlo Imbonati, contessa Maddalena, il Conte viene descritto dallo storico Cusani come "avvenente, gaudente, epicureo, innamorato del bello e ricchissimo" e dovette la sua ricchezza all'eredità ricevuta da un Pezzoli, pubblico appaltatore di Milano, amico della famiglia del Sannazzari.
Potendo attingere a fortune cospicue, il Conte fu committente e proprietario del ricchissimo Palazzo Sannazzari, in piazza San Fedele a Milano,
edifcato dal Piermarini e le cui decorazioni affrescate furono affidate ad Andrea Appiani, pittore di grande fama; la dimora del Sannazzari disponeva di interni particolarmente sfarzosi e di un giardino pensile sulla grande terrazza, che sopperiva all'impossibilità di realizzarne uno vero e proprio per il palazzo. Qui il Conte aveva raccolto preziose collezioni di dipinti, di stampe, di minerali, di animali impagliati dal celebre Giuseppe Volpini e un gran numero di curiosità che rendevano le stanze simili a "camere delle meraviglie” che il pubblico poteva visitare, come in un museo, a orari prefissati. Facevano parte della galleria d'arte lo Sposalizio della Vergine di Raffaello, l'Assunta di Marco d'Oggiono e il Guerriero di Ambrogio Figino. Alla morte del Conte, avvenuta nel 1804, la collezione d'arte contenuta venne lasciata per via testamentaria all'Ospedale Maggiore di Milano e quindi il palazzo perse gran parte delle oepre presenti. Il palazzo fu demolito nel 1814 a seguito dell'assalto di cui fu oggetto nei fatti dell'aprile di quell'anno, quando il ministro delle finanze del Regno d'Italia napoleonico Giuseppe Prina, che lì dimorava, fu linciato e la dimora irrimediabilmente danneggiata dalla folla.